# Ruth Halldén

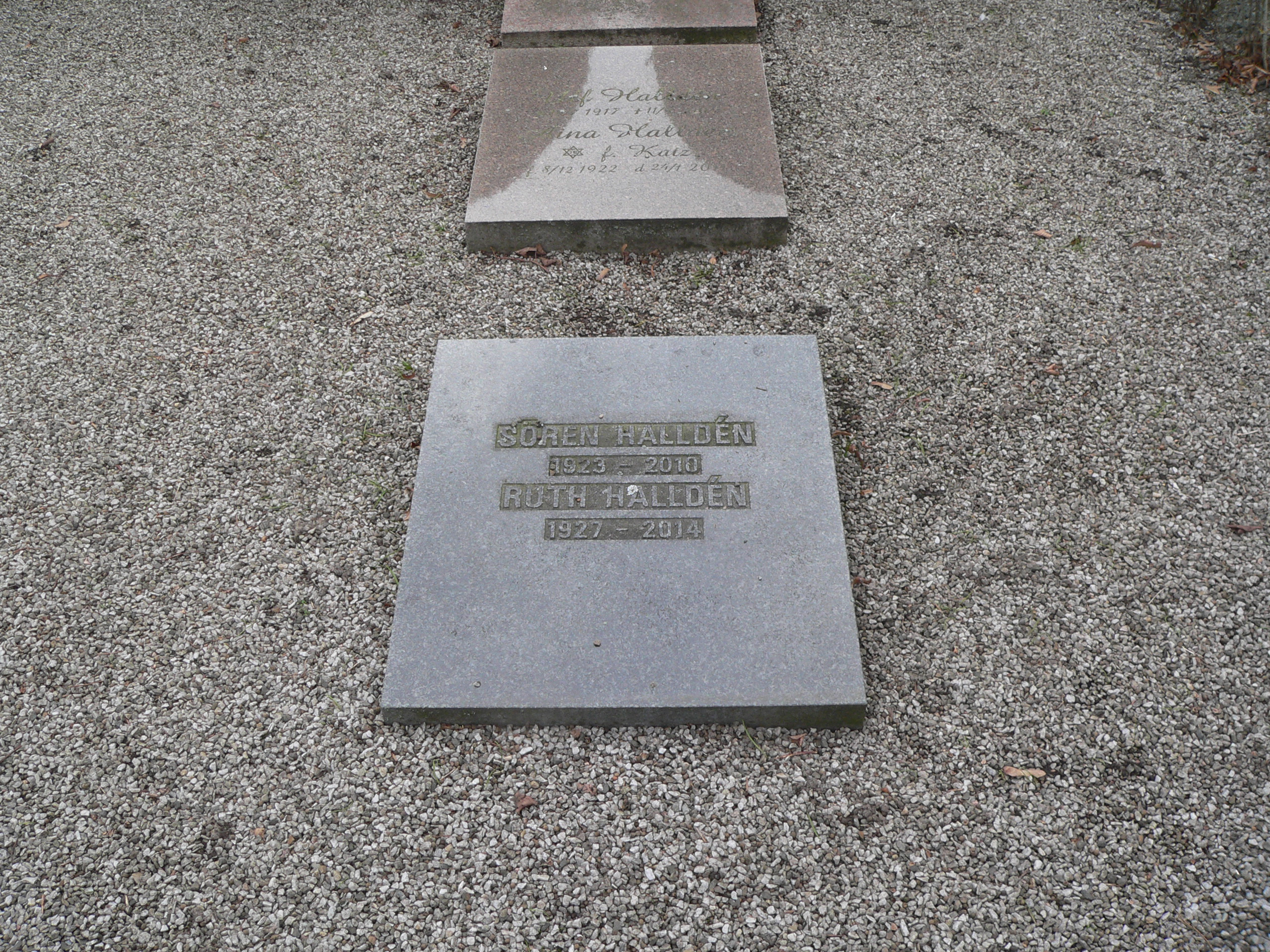
Makarna Halldéns grav på Sankt Pauli mellersta kyrkogård, kvarter 9, gravplats 8.

Ruth Anna Helena Halldén, född Dahlström den 5 juni 1927 i Sundsvall, död 16 maj 2014 i Lund, var en svensk litteraturkritiker och författare.

## Biografi
Halldén växte upp i Sundsvall och studerade vid Uppsala universitet. Hon började skriva litteraturkritik i Upsala Nya Tidning 1953 och blev 1967 fast anställd på Dagens Nyheter. Halldén intresserade sig mycket för den brittiska romantraditionen och skrev om den bland annat i böckerna Vid romanens rötter och Radikaler & viktorianer.
Hon var bosatt i Lund och gift med filosofiprofessorn Sören Halldén (1923–2010).

## Priser och utmärkelser
- 1997 – Samfundet De Nios Särskilda pris